# Gundam The Blue Destiny
Gundam The Blue Destiny (機動戦士ガンダム外伝 THE BLUE DESTINY?, Kidō Senshi Gandamu Gaiden: The Blue Destiny) è un manga di Mizuho Takayama, ambientato nell'Universal Century della saga di Gundam e tratto dalla trilogia di videogiochi Mobile Suit Gundam Side Story.
Il manga fu serializzato sulla rivista Haoh Magazine, ma la pubblicazione cessò prima che la storia potesse essere conclusa, coprendo solo la trama dei primi due capitoli della trilogia videoludica. Blue Destiny è ambientato durante le ultime settimane della Guerra di un anno e riprende la falsariga dell'OAV The 08th MS Team, di poco precedente, sia per quanto concerne la trama, sia con riguardo al mecha design, evidentemente ispirato a quello concepito da Hajime Katoki per il citato OAV.

## Trama
All'indomani della fondamentale vittoria nella battaglia di Odessa sul fronte europeo, la Federazione Terrestre inizia la produzione in serie di nuovi mobile suit, gli RGM-79 GM, e con essi comincia a costituire plotoni meccanizzati da impiegare al fronte. A tal fine diverse squadre hanno il compito di sperimentare direttamente sul campo i mobile suit, impiegandoli in singole missioni. 
Tra queste, la squadra dei sottotenenti Yu Kajima e Philip Hughes, e del maresciallo Samana Feuris durante un'azione si imbatte in un insolito mobile suit blu che, malgrado porti le insegne federali, attacca indiscriminatamente sia i mobile suit amici, che gli Zaku di Zeon, abbattendoli tutti tranne il GM del sottotenente Kajima, che riesce a tenergli testa finché quello non si dilegua. 
Successivamente il plotone viene attaccato da un altro mobile suit blu, stavolta di Zeon, e solo una nuova apparizione del mobile suit blu federale ne salva i membri da una sicura sconfitta. Di rientro alla base Yu Kajima viene assegnato proprio alla guida del misterioso RX-79BD-1 Blue Destiny, un mobile suit sperimentale dotato di uno speciale sistema, l'EXAM, che amplifica le normali facoltà del pilota rendendolo simile ad un newtype. Ma l'EXAM nasconde un terribile segreto.

## Pubblicazione
In Giappone è stato pubblicato dalla Kōdansha nel 1997 direttamente come tankōbon in un volume unico.
In Italia la Planet Manga, etichetta della Panini Comics, lo ha invece pubblicato in due volumi nel 2002.
Negli Stati Uniti è stato pubblicato con il titolo Mobile Suit Gundam Side Story: The Blue Destiny dalla Mixx Entertainment (o Tokyopop) nel 1999.